# Physocyclus mysticus
Physocyclus mysticus is een spinnensoort uit de familie trilspinnen (Pholcidae). De soort komt voor in Mexico.